# Kaire Leibak
Kaire Leibak, född den 21 maj 1988 i Tartu, Estniska SSR, Sovjetunionen, är en estnisk friidrottare som tävlar i tresteg.
Leibak var som junior mycket framgångsrik. Vid VM för ungdomar 2005 blev hon silvermedaljör och året efter vid VM för juniorer vann hon guld efter ett hopp på 14,43. 2007 blev hon europamästare för juniorer.
Som senior deltog hon vid Olympiska sommarspelen 2008 där hon tog sig till final. Väl i finalen slutade hon tia efter att ha hoppat 14,13 meter.

## Personliga rekord
- Tresteg - 14,43 meter (Nationellt rekord)